# Nefco
Nordiska Miljöfinansieringsbolaget ‑ Nefco ‑ är en internationell finansieringsinstitution specialiserad på miljöfinansiering.
Nefco etablerades år 1990 av de nordiska länderna - Danmark, Finland, Island, Norge och Sverige - med målsättning att i Nordens närområden i Östeuropa medverka till genomförandet av kostnadseffektiva miljöprojekt, för att på detta sätt uppnå positiva miljöeffekter för Norden. Nefco verkar i Helsingfors i anknytning till Nordiska Investeringsbanken (NIB). Nordiska Miljöfinansieringsbolaget (Nefco) är ett internationellt finansinstitut som grundades 1990 av de fem nordiska länderna: Danmark, Finland, Island, Norge och Sverige. Fram till i dag har Nefco finansierat ett stort antal olika miljöprojekt i central- och östeuropeiska länder, bland annat i Ryssland, Vitryssland och Ukraina. Nefcos huvudkontor är förlagt till Helsingfors. Verksamheten fokuserar på projekt genom vilka man uppnår kostnadseffektiva miljöfördelar i hela regionen. Nefco prioriterar projekt som reducerar utsläpp av klimatgaser, förbättrar Östersjöns ekologiska status eller minskar spridningen av miljögifter.
Nefcos portfölj omfattar för närvarande över 700 små och medelstora projekt inom olika sektorer: bland annat kemi, mineraler och metaller, livsmedel och tillverkning, jordbruk, hantering av avfallsvatten, kraftverk, kommunala tjänster, avfallshantering, hantering av radioaktivt avfall, miljöhantering och tillverkning av miljöutrustning.
För att skjuta till nödvändigt kapital till projekt använder sig Nefco av flera olika finansieringsinstrument.  De viktigaste är Investeringsfonden, Nefco Global, Nordiska Miljöutvecklingafonden, the Arctic Project Support Instrument (PSI) och the Barents Hot Spots Facility (BHSF). Nefco förvaltar också fonder åt andra parter som erbjuder resurser för miljöprojekt. Dessa omfattar bland annat Europeiska kommissionen och regeringarna i de nordiska länderna.
Nefcos projekt genomförs i allmänhet som samarbete med företaget som “äger” projektet. Tyngdpunkten ligger på direkta investeringar från till exempel offentlig-privata partnerskap och privat producerade offentliga tjänster. Strukturen hos varje projekt som stöds av Nefco bör ha en vettig balans mellan risk och avkastning för alla involverade parter. Målsättningen är att uppnå en rättvis och transparent balans mellan struktureringen av investeringarna och deras miljöavkastning. I anslutning till den medföljande risken strävar Nefco efter att alltid erbjuda konkurrenskraftiga villkor.
Genom sitt partnerskapsnätverk kompletterar Nefco finansieringen från andra involverade parter och finansinstitut. Nefco samarbetar också med bilaterala miljöbiståndsprogram.
Nefco arbetar idag som förvaltare av ett antal fonder med miljöinriktning i Nordens närområden. De huvudsakligaste fonderna beskrivs nedan.

## Nefco Investeringsfonden
Med ett kapital om 113,4 miljoner EUR kan Nefco medverka som delägare, långivare eller garant i ekonomiskt bärkraftiga miljöprojekt.
Nefco finansierar projekt i Ryssland, Ukraina och Vitryssland, samt tillsvidare, under en begränsad period, också i Estland, Lettland och Litauen. Projekten måste ha relevanta miljöeffekter för att finansieras med fondens pengar. Projekt med miljöeffekter av nordiskt miljöintresse prioriteras varför tyngdpunkten ligger på insatser som reducerar utsläpp i vattendrag och hav, samt gränsöverskridande luftburna utsläpp och utsläpp av växthusgaser.
Finansiering förutsätter att en nordisk partner medverkar i projektet i ett långsiktigt samarbete. Detta kan ske i företagsform genom olika slag av direktinvesteringar, men också andra slags samarbetsprojekt kan komma i fråga till exempel inom ramen för långfristigt leveranssamarbete.
Projekt vars tekniska genomförbarhet och ekonomiska lönsamhet har utretts. Nefco förutsätter att projektet uppfyller rimliga lönsamhetskrav men fäster, så länge detta uppnås, större vikt vid de miljömässiga effekterna.

## Nordiska Miljöutvecklingsfonden (NMF)
En finansieringsordning för mjuk finansiering det vill säga fördelaktigare än marknadsvillkor. Syftet är att stärka lönsamhetsförutsättningar för angelägna miljöprojekt, möjliggöra större risktagning vid finansieringen, tidigarelägga projektens genomförande eller få fram additionella miljöinvesteringar. Tillsvidare har ca 450 miljoner DKK anslagits fonden. Fonden kan finansiera projekt i Ryssland, Ukraina och Vitryssland. Den maximala insatsen från NMF för ett enskilt projekt är i regel DKK 3 miljoner eller en tredjedel av projektkostnaden. Därtill bör den lokala finansieringsandelen uppgå till minst 50 %. Huvuddelen av insatserna från NMF sker idag i form av så kallade revolverande finansieringsmekanismer där medlen skall återbetalas till NMF. Som exempel kan nämnas förmånliga kreditordningar för renare teknologi, energibesparing och miljöinvesteringar inom lantbruket. De tekniska lösningarna bör bygga på bästa tillgängliga teknologi, dock med hänsyn till de ekonomiska förutsättningarna och anpassat till lokala förhållanden. Upphandlingen av utrustning och tjänster, som finansierats genom fonden, kan ske i nordisk, lokal eller internationell anbudskonkurrens.